# أندريا ستينسون
أندريا ستينسون (بالإنجليزية: Andrea Stinson)‏ مواليد 25 نوفمبر 1967، هي لاعبة كرة سلة أمريكية سابقة أصبحت مدربة. بدأت مسيرتها الاحترافية في سنة 1997. يبلغ طولها 5 قدم 10 بوصة (1.8 م). حققت المركز الثالث في دورة الألعاب الأمريكية 1991. اعتزلت اللعب في 2005. شاركت 3 مرات في مباراة كل النجوم. لعبت مع شارلوت ستينغ وديترويت شوك.

## الميداليات
| الميدالية | المسابقة                    |
| --------- | --------------------------- |
| برونزية   | دورة الألعاب الأمريكية 1991 |

## روابط خارجية
- أندريا ستينسون على موقع الاتحاد الوطني لكرة السلة النسائية (الإنجليزية)
- أندريا ستينسون على موقع كرة السلة الأوروبية.كوم (الإنجليزية)
- أندريا ستينسون على موقع كلية كرة السلة في سبورتس رفرنس.كوم (الإنجليزية)
- أندريا ستينسون على موقع بروبوليرز (الإنجليزية)
- أندريا ستينسون على موقع سبورتس رفرنس (الإنجليزية)
- أندريا ستينسون على موقع قاعة كارولاينا الشمالية للمشاهير الرياضية (الإنجليزية)